# Medical Subject Headings
MeSH (Medical Subject Headings) er en tesaurus, et system for emneord og emnekoder for bibliografisk indeksering, katalogisering og genfinding af referencer, tidsskriftsartikler, bøger og anden litteratur inden for biomedicinsk og sundhedsrelateret litteratur. Tidligere blev MeSH udgivet årligt i en trykt udgave; det ophørte 2007, og MeSH er nu frit tilgængelig via MeSH Database. 
Den første udgave kom 1954 under titlen Subject Heading Authority List. I 2011 var der 26.142 MeSH-termer.
Det er det amerikanske National Library of Medicine (NLM) som har udviklet systemet og som opdaterer det. Mesh bruges som emneordsregister i Medline, PubMed, SveMed+, Cochrane Library, af WHO og i det norske BIBSYS Ask. MeSH er opbygget hierarkisk med over- og underordnede termer, og dette henvises ofte til som 'træer'. Hver MeSH-term kan optræde i flere hierarkiske træer, da de kan have flere overordnede termer. I MeSH-databasen findes en kort definition af begrebet, henvisninger til relaterede poster, en liste synonymer og næsten-synonymer, og det år termen blev introduceret som MeSH-term. 